# Fabio López
Fabio Andrés López Aguilera (Santiago, 6 de diciembre de 1971) es un administrador público, licenciado en ciencia política y político chileno, militante del Partido por la Democracia (PPD). Desde el 11 de marzo de 2022 se desempeña como Delegado Presidencial Regional de la Región del Libertador General Bernardo O'Higgins bajo el gobierno del presidente Gabriel Boric.
Anteriormente fue Director subrogante del Servicio de Salud de O´Higgins y Director del Hospital de Rengo.

## Biografía
Nació el 6 de diciembre de 1971 en Santiago, realizó sus estudios básicos en dicha ciudad, posteriormente se traslada a Rancagua, donde cursó sus estudios de enseñanza media.
Egresó como administrador público de la Universidad de Los Lagos, es licenciado en ciencia política de la misma casa de estudios. Tiene además un magíster en docencia universitaria de la Universidad de La República.
Es casado y padre de 2 hijas.
Es docente de la Escuela de Administración Pública de la Universidad de Valparaíso.

### Trayectoria pública
Desempeñó cargos administrativos en las Municipalidades de Codegua, Coltauco y Rengo, en esta última fue Jefe del Departamento de Salud Municipal de la comuna. Entre 2003 y 2010 se ejerció como Subdirector Administrativo del Hospital Ricardo Valenzuela Sáez de Rengo, el año 2014 asume como director de dicho establecimiento.

### Carrera política
El año 2018 renuncia como Director del Hospital de Rengo para asumir como Subdirector de Recursos Físicos y Financieros del Servicio de Salud de O’Higgins a través del sistema de Alta Dirección Pública. Como Subdirector de dicho servicio asumió en calidad de subrogante la dirección regional en dos ocasiones.
Tras dejar el Servicio de Salud el año 2021 se integra nuevamente a la Municipalidad de Rengo, esta vez en calidad de administrador municipal. Fungió en el cargo hasta su nombramiento como Delegado Presidencial Regional de O'Higgins en 2022, asumió el cargo el 11 de marzo del mismo año.